# 토머스 매슈 크룩스
본 문서의 이해를 돕기 위한 비자유 그림이 있습니다. 
링크의 파일을 직접 올려 주세요

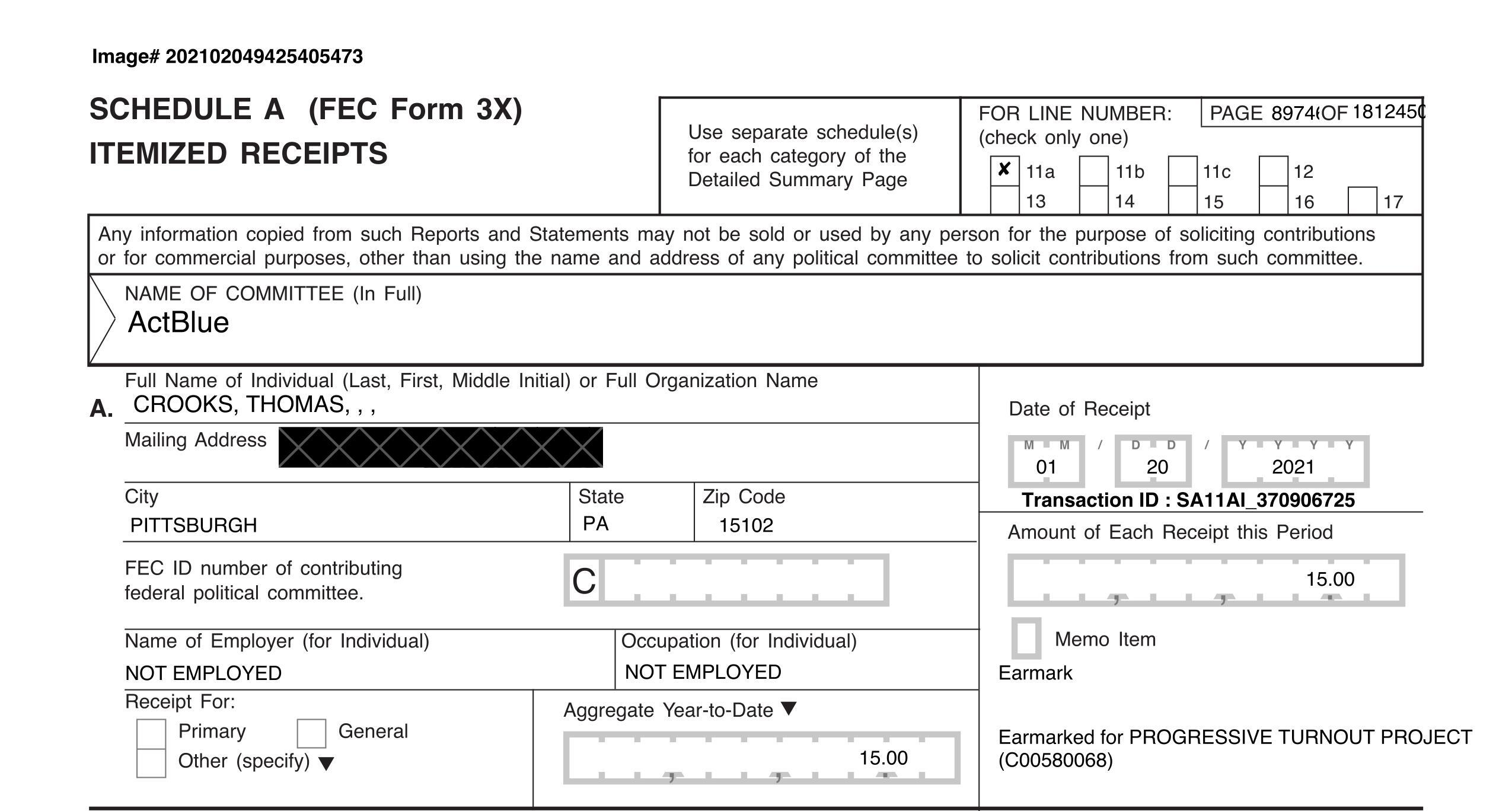

토머스 매슈 크룩스(Thomas Matthew Crooks, 2003년 9월 20일~2024년 7월 13일)는 미국의 전 대통령이자 2024년 대선에서 공화당의 추정 후보였던 도널드 트럼프를 암살하려던 미국인 남성이다.
크룩스는 펜실베이니아주 베설파크의 중산층 가정에서 태어났다. 베설파크 고등학교를 졸업했는데, 그곳에서 그는 똑똑하지만 조용한 부분이 많았다. 그는 총격 사건 두 달 전 앨러게니 카운티 커뮤니티 칼리지에서 전문학사 학위를 받았으며, 총격 사건 당시 지역 요양원의 주방 직원으로 일하고 있었다.
크룩스는 등록된 공화당원이었지만 한때 민주당 소속 정치 활동 위원회에 기부했다.
2024년 7월 13일, 크룩스는 펜실베이니아주 버틀러에서 열린 정치 집회에서 도널드 트럼프 암살을 시도했다. 그는 트럼프와 참석자 2명에게 부상을 입히고 다른 한 명을 살해했다. 그는 이후 비밀경호국 공격대응팀에 의해 사살되었다.

## 도널드 트럼프 암살 미수 사건
7월 14일, FBI는 크룩스를 도널드 트럼프 암살 시도의 범인으로 지목했다. 사기꾼은 펜실베니아주 버틀러 근처에서 열린 유세 집회에서 트럼프의 오른쪽 귀에 총을 쏘았다. 그는 세 명의 성인 남성 청중에게 총을 쏘아 50세의 코리 컴퍼레이터(Corey Comperatore)를 살해하고 다른 두 명에게 심각한 부상을 입혔다. 경찰 소식통에 따르면 크룩스가 사용한 소총은 그의 아버지가 합법적으로 구입한 것이었다.
크룩스는 미국 비밀경호국 공격대응팀(United States Secret Service Counter Assault Team)의 소총수에 의해 사살되었다. 크룩스의 시신 사진에는 총기와 총기 문화를 대중화하는 유튜브 채널의 상품으로 보이는 셔츠를 입고 있는 모습이 담겨 있다. 그의 차량 내부와 집에서는 폭탄 제조 물질이 발견됐다. 크룩스는 펜실베이니아 주 제퍼슨 힐스에 있는 사격장인 클레어튼 스포츠맨스 클럽(Clairton Sportsmen's Club)의 회원이었다.